# Солонцівська сільська рада (Миргородський район)
Солонцівська сільська рада — колишній орган місцевого самоврядування у Миргородському районі Полтавської області з центром у c. Солонці.

## Населені пункти
Сільраді були підпорядковані населені пункти:
- c. Солонці
- с. Бессараби
- с. Коптів
- с. Мареничі